# Switch (manga 2002)
Switch (スイッチ?, Suitchi) è un manga di Naked Ape, sodalizio artistico formato da Saki Otoh alla scrittura e Tomomi Nakamura ai disegni. È stato serializzato sulla rivista Monthly GFantasy di Square Enix dal 18 gennaio 2002 al 18 ottobre 2008. I singoli capitoli sono stati raccolti e pubblicati in 13 volumi tankōbon, con il primo volume uscito nell'agosto 2002 e l'ultimo nel gennaio 2009. Il manga si incentra sulle vite di due poliziotti antidroga giapponesi sotto copertura, Eto Kai e Kurabayashi Hal.
Switch ha ricevuto due adattamenti OAV realizzati dallo studio Actas e ne è stata prodotta una serie di drama CD. 

## Trama
Due nuovi investigatori del dipartimento di controllo degli stupefacenti in Giappone, Hal Kurabayashi e Kai Eto, lottano contro spacciatori, gang, assassini, psicopatici e organizzazioni misteriose, in particolare il famigerato giro di droga noto come Ryuugen. Ma il gentile e premuroso del gruppo, Kai, ha dei problemi: può diventare una macchina assassina a sangue freddo in determinate condizioni. Mentre l'NCD lavora per abbattere Ryuugen, tuttavia, le risposte hanno iniziato a sorgere, minacciando di rivelare la verità dietro l'alter ego di Kai e chi è esattamente il giovane investigatore criminale.

## Media

### Manga
L'opera è stata serializzata da Square Enix sulla rivista Monthly GFantasy a partire dal 18 gennaio 2002 e si è conclusa poi il 18 ottobre 2008. I capitoli sono stati raccolti in 13 volumi tankōbon pubblicati dall'agosto 2002 al gennaio 2009.
| Nº | Data di prima pubblicazione | Data di prima pubblicazione | Data di prima pubblicazione |
| Nº | Giapponese                  | Giapponese                  |                             |
| -- | --------------------------- | --------------------------- | --------------------------- |
| 1  | agosto 2002                 | ISBN 4-7575-0744-5          |                             |
| 2  | gennaio 2003                | ISBN 4-7575-0851-4          |                             |
| 3  | agosto 2003                 | ISBN 4-7575-0988-X          |                             |
| 4  | 27 dicembre 2003            | ISBN 4-7575-1075-6          |                             |
| 5  | aprile 2004                 | ISBN 4-7575-1171-X          |                             |
| 6  | gennaio 2005                | ISBN 4-7575-1285-6          |                             |
| 7  | marzo 2005                  | ISBN 4-7575-1377-1          |                             |
| 8  | settembre 2005              | ISBN 4-7575-1513-8          |                             |
| 9  | marzo 2006                  | ISBN 4-7575-1634-7          |                             |
| 10 | settembre 2006              | ISBN 4-7575-1754-8          |                             |
| 11 | settembre 2007              | ISBN 978-4-7575-2093-6      |                             |
| 12 | giugno 2008                 | ISBN 978-4-7575-2258-9      |                             |
| 13 | gennaio 2009                | ISBN 978-4-7575-2451-4      |                             |

### OAV
Nel giugno del 2008, Square Enix annunciò un adattamento anime di Switch prodotto dallo studio Actas. Il primo OAV, diretto da Naoki Oohira è stato pubblicato il 24 ottobre 2008 mentre il secondo il 25 febbraio 2009. La sigla di apertura è Find Out mentre quello di chiusura è Your Hand cantata da Mirasosand.

### Drama CD
Square Enix ha prodotto una serie di quattro drama CD per la serie Switch. Il primo CD, canzone dei personaggi di Kai Etō, Come Up Smiling, è stato pubblicato il 22 ottobre 2004. Il secondo CD, canzone dei personaggi di Masataka Hiki, Believe in Love, è uscito il 25 novembre 2004. Il terzo CD, canzone dei personaggi di Mamoru Kei Kajiyama, Wild Beast, è stato pubblicato il 22 dicembre 2004. L'ultimo CD, la canzone dei personaggi di Hal Kurabayashi, Somewhere, è uscito il 26 gennaio 2005.

## Accoglienza
Carlos Santos di Anime News Network ha elogiato il primo volume di Switch perché "scene occasionali senza parole aiutano a creare alcuni forti momenti emotivi", ma ha criticato il manga per avere "trama un po' imbarazzante e scene d'azione confuse". Casey Brienza di Anime News Network ha criticato il secondo volume per avere "disegni confusi e poco ragionati e trame mediocri". A.E. Sparrow di IGN elogia il manga per il suo "lavoro lineare".